# Воркаут

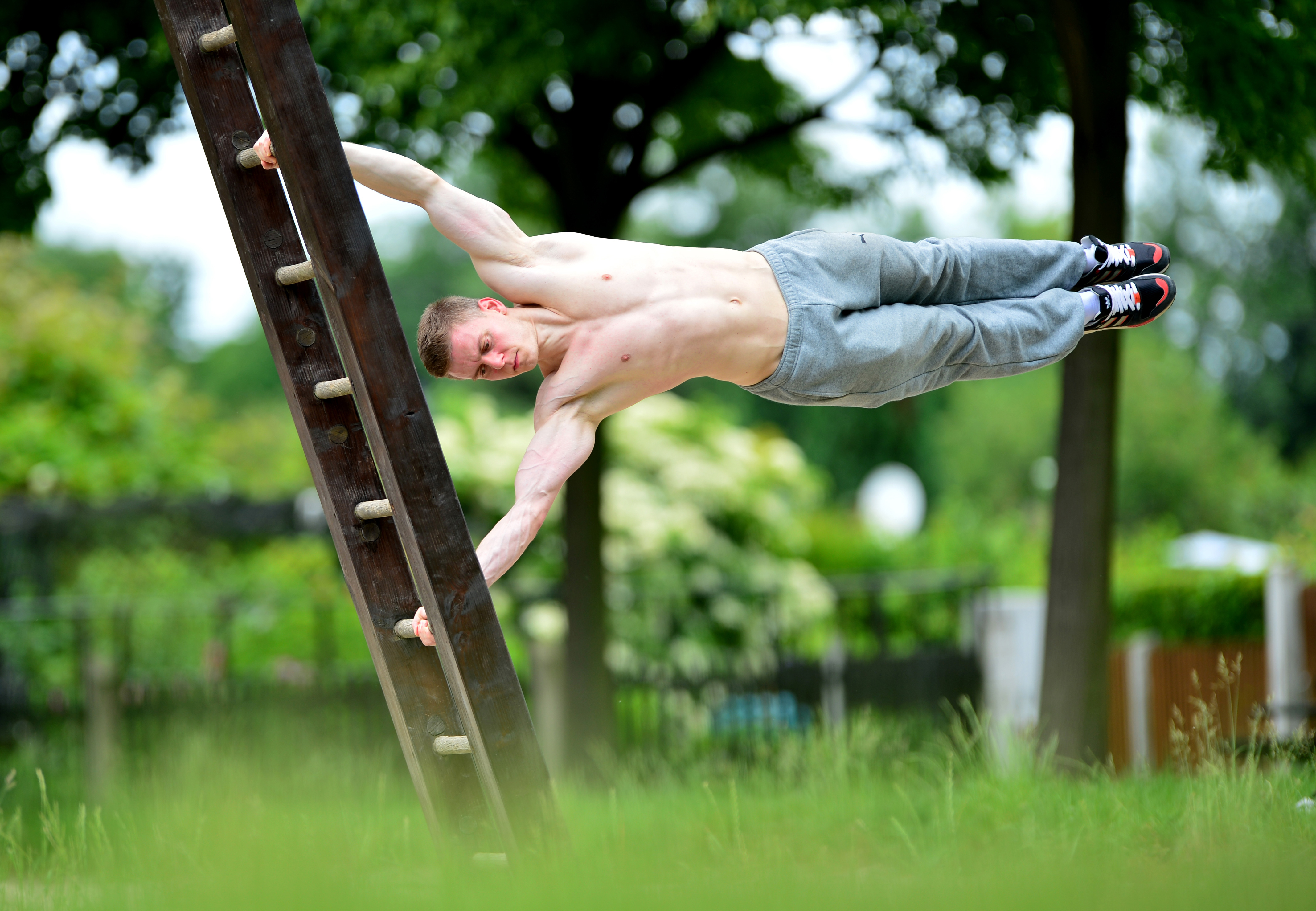
Элемент «флажок»

Ворка́ут (от англ. workout [ˈwəːkaʊt] — «тренировка») — уличная гимнастика, которая может быть отнесена к любительскому виду спорта, физической культуре, фитнесу и представляет собой спортивную субкультуру. Включает в себя выполнение различных упражнений на уличных спортплощадках, а именно на турниках, брусьях, шведской стенке, рукоходах и прочих конструкциях, или вообще без их использования (на земле). Основной акцент делается на работу с собственным весом и развитие силы и выносливости. Люди, увлекающиеся таким спортом, называют себя «воркаутерами», «турникменами».

## Происхождение слова
Названия иностранных видеороликов содержали английское слово workout, указывая на то, что ролики — о тренировках. Возможно, приняв его за название какого-то течения, как, например, паркур, русскоговорящая молодёжь стала использовать его для названия своих тренировок. Впоследствии слово активно стало использоваться в российских СМИ. Как следствие русский язык пополнился новым англицизмом.

## История развития уличной гимнастики в СНГ
Турники и брусья начали активно устанавливаться во дворах и пришкольных территориях ещё во времена СССР, главным образом, в целях распространения физкультурных занятий среди молодёжи и тем самым способствованию здоровому образу жизни и физическому развитию. С этой же целью были введены нормативы ГТО, в которые также входили подтягивания на турнике и подъём из виса в упор переворотом или силой. Уже тогда многие ребята начали интересоваться и активно заниматься на спортивных площадках. Появлялись даже организованные сообщества по занятию культуризмом, например, люберы.
В 2000-е годы в связи с развитием интернета на сайте, предоставляющем услуги видеохостинга, начали появляться любительские видеоролики с тренировками на улице (street workout) в США и в гетто (ghetto workout). Некоторые ролики вызвали большой интерес у молодёжи по всему миру и подобные ролики стали снимать в других странах, используя в названиях те же слова.
Со временем данное увлечение стало приобретать форму молодёжного движения в странах постсоветского пространства, например, в РФ, Казахстане, Белоруссии и на Украине.
На это увлечение молодёжи обратили внимание и власти многих городов, как по просьбам общественности, так и в рамках государственных программ (например, «Здоровая нация — здоровая Россия»). Началось активное строительство специальных площадок со всеми необходимыми спортивными снарядами для занятий уличной гимнастикой. Впоследствии, например, в России, появились региональные федерации по данному виду любительского спорта.
В конце 2015 года начальник управления физической подготовки вооружённых сил РФ полковник Станислав Боцман сообщил, что некоторые элементы уличной гимнастики могут быть внедрены в программу физической подготовки российских военных в 2016 году.

## Уличная гимнастика в других странах
Большую популярность данный любительский вид спорта приобретает и в других странах.
Так, например, в Польше открывается всё больше специально оборудованных площадок, устраиваются тренировки для всех желающих. Новые спортивные площадки открываются в Португалии.
В 2014 году первые группы заинтересованных в развитии данного спорта, в том числе из числа русских немцев, появились в Германии, а уже в 2015 году там стали появляться специальные площадки. В том же 2015 году всё активнее начали строить площадки во Франции. Группе из Палестины добиться установки площадки пока не удалось, поэтому они её обустроили своими силами. В Турции первая площадка появилась в январе 2016 года.

#### Соревнования
В 2013 году первый фестиваль уличной гимнастики прошёл в Сербии, соревнования в Чехии.
В 2014 году внутренние соревнования проходили в Польше.
В 2015 году внутренние соревнования прошли в Испании.

## Распространённые элементы уличной гимнастики
Статические элементы

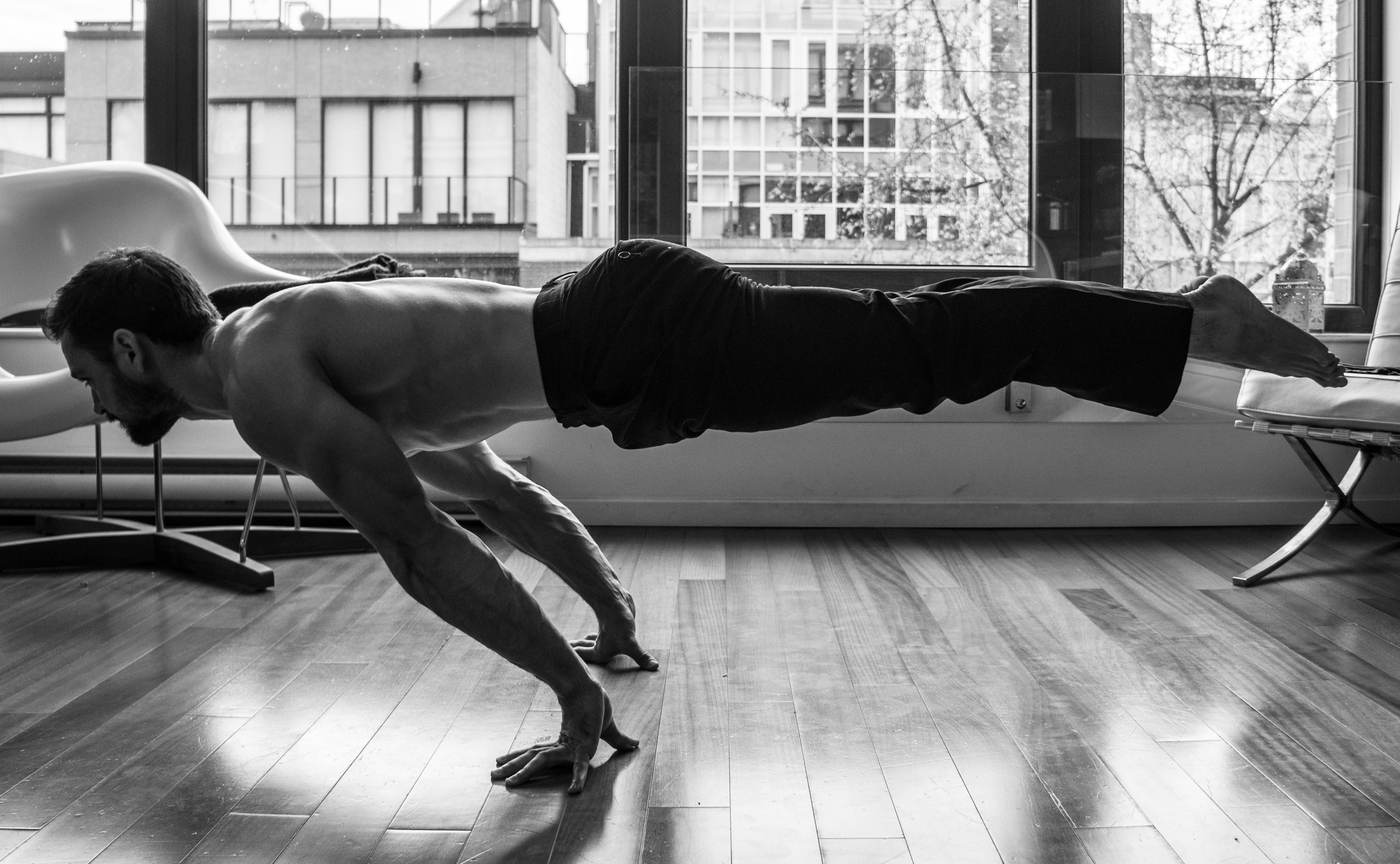
Уличная гимнастика, элемент «горизонт» (Planche)

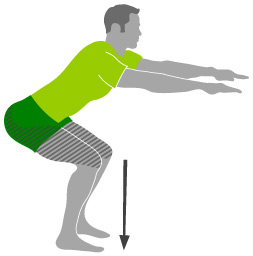
Приседания с массой тела занимают мало места и не требуют снаряжения. Присев на корточки, человек снова встаёт, отводя руки назад в стороны. Высота приседания может быть отрегулирована выше или ниже в зависимости от требований человека, то есть, если кто-то не привык выполнять упражнения на половину или четверть приседания. Из-за диапазона движений приседания часто считаются одними из самых эффективных упражнений для повышения силы и выносливости

- Горизонт («планш») — статический элемент силовой гимнастики. Выполняется на перекладине, полу, брусьях и других горизонтальных объектах. Данное упражнение бывает разных видов: боковой, самолёт и на одной руке. Для его выполнения требуется очень высокая физическая подготовка. Во время выполнения этого положения напряжены:
  - дельтовидные мышцы (особенно — передние);
  - клювовидно-плечевая мышца;
  - передняя зубчатая мышца;
  - сгибатели предплечья (бицепс, плечевая мышца, плечелучевая мышца);
  - большая грудная мышца (особенно — верх груди);
  - мышцы-разгибатели позвоночника;
  - мышцы-стабилизаторы корпуса в целом;
  - мышцы брюшного пресса.
- Горизонтальный упор
- Крокодильчик (на 2 руки, на 1 руку)
- Ласточка
- Передний вис
- Стойка на руках (прогнутая, прямая, свечой, ноги врозь)
- Уголок
- Упор на полусогнутых
- Флажок — может выполняться как статическое упражнение с задержкой корпуса тела в горизонтальном положении относительно земли на время, при удержании руками за шведскую стенку, вертикальную трубу; как упражнение на повторение с поднятиями корпуса до горизонта, или до вертикали. Может усложняться отжиманиями
- Флаг Дракона

Силовые элементы
- Выход Ангела
- Выход Принца на 1 руку/2 руки
- Выход силой на 1 руку/2 руки (без раскачки)
- Выход на 2 (с раскачкой)
- Копьё
- Офицерский выход
- Подъём переворотом ((медленное пёрышко), обратным хватом, на 1 руке, на 180 градусов)
- Походка бога
- Капитанский выход (медленная иголочка)
- Силовые обороты

Динамические элементы
- Солнышко
- Луна
- Пёрышко
- Иголочка
- Лач-Гейнер
- Егерь
- Выход из под турника
- Топорик (на 180 градусов)
- Гробик (на 180 градусов, в зацеп)
- Смертник вперёд/назад
- Стульчик вперёд/назад
- Бочка вперёд/назад
- Замок
- Склёпка
- Выход на 3

## Особенности проведения соревнований
Судьи — это люди, долгое время тренирующиеся на спортивных снарядах и на собственном опыте узнавшие, сложно ли выполнить то или иное упражнение.
Существуют различные критерии оценки выступления:
1-й вариант:
Сила, зрелищность, чёткость, количество элементов в связке, харизма.
2-й вариант:
Статика, динамика и комбинации.
Соревнования могут проходить:
а) в свободном стиле — каждый показывает свою программу,
б) в формате поединка один-на-один («баттлов») (battle — «бой, битва»), во время которых 2 соперника по очереди показывают свою программу и затем судьи выбирают лучшего.

### Соревнования и чемпионаты в России в 2010—2014 годах
| Дата                | Город        | Тип соревнований                   |
| ------------------- | ------------ | ---------------------------------- |
| 8 октября 2010 г.   | Старый Оскол | всероссийские соревнования         |
| 15 мая 2011 г.      | Воронеж      | всероссийские соревнования         |
| 8 июня 2011 г.      | Старый Оскол | всероссийские соревнования         |
| 25 сентября 2011 г. | Старый Оскол | всероссийские соревнования         |
| 22 апреля 2012 г.   | Самара       | городские соревнования             |
| 27 апреля 2012 г.   | Старый Оскол | межрегиональные соревнования       |
| 20 мая 2012 г.      | Воронеж      | всероссийские соревнования         |
| 23 мая 2012 г.      | Старый Оскол | областные соревнования             |
| 23 июня 2012 г.     | Старый Оскол | областные соревнования             |
| 30 июля 2012 г.     | Старый Оскол | городские соревнования             |
| 5-6 июня 2012 г.    | Казань       | всероссийский турнир на кубок мэра |
| 1 сентября 2012 г.  | Москва       | всероссийский чемпионат            |
| 23 сентября 2012 г. | Губкин       | областные соревнования             |
| 6 октября 2012 г.   | Нововоронеж  | областные соревнования             |
| 13 октября 2012 г.  | Казань       | городские соревнования             |
| 20 октября 2012 г.  | Старый Оскол | Турнир имени Иванова Е. А.         |
| 14 декабря 2012 г.  | Воронеж      | Международный фестиваль            |

| Дата                | Город        | Тип соревнований             |
| ------------------- | ------------ | ---------------------------- |
| 23 февраля 2013 г.  | Узловая      | городские соревнования       |
| 30 апреля 2013 г.   | Тула         | межрегиональный турнир       |
| 17 мая 2013 г.      | Тамбов       | всероссийские соревнования   |
| 15 июня 2013 г.     | Тюмень       | городские соревнования       |
| 28 июня 2013 г.     | Старый Оскол | областные соревнования       |
| 6 июля 2013 г.      | Коломна      | городские соревнования       |
| 27-28 июля 2013 г.  | Тула         | межрегиональный турнир       |
| 24 августа 2013 г.  | Чернушка     | городские соревнования       |
| 24 августа 2013 г.  | Томск        | городские соревнования       |
| 24 августа 2013 г.  | Казань       | всероссийский чемпионат      |
| 24 августа 2013 г.  | Уфа          | Республиканские соревнования |
| 14 сентября 2013 г. | Долгопрудный | городские соревнования       |
| 23 сентября 2013 г. | Белгород     | областные соревнования       |
| 6 октября 2013 г.   | Губкин       | областные соревнования       |
| 15 июня 2014 г.     | Ижевск       | республиканский чемпионат    |
| 28 июня 2014 г.     | Старый Оскол | областные соревнования       |
| 10 августа 2014 г.  | Старый Оскол | городские соревнования       |

### Соревнования и чемпионатына Украине в 2011—2014 годах
| Дата                  | Город          | Тип соревнований           |
| --------------------- | -------------- | -------------------------- |
| 27-28 мая 2011 года   | Днепропетровск | всеукраинский чемпионат    |
|                       |                |                            |
| 14 апреля 2012 года   | Ильичёвск      | городские соревнования     |
| 29 апреля 2012 года   | Полтава        | городские соревнования     |
| 5 мая 2012 года       | Чернигов       | городские соревнования     |
|                       |                |                            |
| 20 августа 2013 года  | Симферополь    | городские соревнования     |
|                       |                |                            |
| 7 июня 2014 года      | Сумы           | областные соревнования     |
| 13 сентября 2014 года | Винница        | чемпионат западной Украины |

### Международные соревнования и чемпионаты
Первый международный чемпионат был проведён в августе 2011 года в Рига (Латвия), на котором первое место занял украинский спортсмен Евгений Козырь. На чемпионате в 2012 году первое место занял — Евгений Кочерга (Украина), Евгений Козырь (Украина) был вторым, а на третьем месте оказался Николай Лобанов (Россия). Евгений Кочерга показал лучшее выступление индивидуального стиля — подтягивался на одной руке с 16-килограммовой гирей в зубах. В рамках III Суперфинала кубка мира по уличной гимнастике, состоявшегося 19 декабря 2015 года 1 место — Даниэль Лайзанс (Daniels Laizāns) (Латвия); 2 место — Михаил Мухорьянов (Россия); 3 место — Рэми Грести (Rémy Gresteau) (Франция)
| Дата                    | Город          | Страна    | Тип соревнований                                 |
| ----------------------- | -------------- | --------- | ------------------------------------------------ |
| 27-28 августа 2011 года | Рига           | Латвия    | чемпионат мира                                   |
|                         |                |           |                                                  |
| 2 июня 2012 года        | Днепропетровск | Украина   | международный фестиваль                          |
| 4 августа 2012 года     | Рига           | Латвия    | чемпионат мира                                   |
| 8 декабря 2012 года     | Москва         | Россия    | кубок наций                                      |
|                         |                |           |                                                  |
| 27 апреля 2013 года     | Астана         | Казахстан | чемпионат мира                                   |
| 29 июня 2013 года       | Днепропетровск | Украина   | международный фестиваль                          |
| 28 июля 2013 года       | Тула           | Россия    | международный турнир                             |
| 3 августа 2013 года     | Рига           | Латвия    | чемпионат мира                                   |
|                         |                |           |                                                  |
| 1 декабря 2014 года     | Астана         | Казахстан | чемпионат мира                                   |
|                         |                |           |                                                  |
| 19 декабря 2015 года    | Москва         | Россия    | Международный фестиваль (Супер Финал Кубка мира) |

## Распространённые упражнения для тренировки

Подтягивание — базовое упражнение уличной гимнастики

- Подтягивание на перекладине — силовое упражнение на повторение; при качественном исполнении подбородок необходимо поднимать выше перекладины, при опускании корпуса вниз — полностью разгибать руки в локтях, не допускать маховые и рывковые движения корпуса. В качестве усложнения могут выполняться подтягивания разными хватами (верхним, нижним, широким, узким, скрестным), подтягивания за голову, на одной руке, с поочерёдной переменой рук, с имитацией походки (робостайл), с утяжелителями, горизонтальные подтягивания (или «печатная машинка», выполняются горизонтальные движения корпуса влево и вправо (вперёд-назад) при положении подбородка выше перекладины, руки необходимо стараться полностью разгибать в локтях), подтягивания в переднем висе (см. ниже)
- Выход силой на две руки на перекладине — также силовое упражнение на повторение; для качественного исполнения необходимо при поднятии корпуса вверх над перекладиной и опускании полностью разгибать руки в локтях, избегать маховых и рывковых движений
- Отжимание от пола — упражнение на повторение, принимается упор лёжа на полу; после, согнув руки в локтях, опускается тело до параллели с полом; затем, полностью разогнув руки, возвращается тело в исходное положение. Существуют разновидности и усложнения с разными вариантами расположения рук (по ширине), опоры рук (ладонь, кулак, пальцы), высоты опоры (например «отжимания Ганнибала», которые выполняются как обычные отжимания, но руки кладутся на возвышение примерно 30—70 см, в этом случае можно опускать тело ниже передней опоры; в другом случае на возвышение кладутся ноги)
- Отжимание на брусьях — для качественного исполнения необходимо избегать маховых и рывковых движений корпуса, при поднятии вверх полностью разгибать руки в локтях, а при опускании сгибать руки в локтях до 90 градусов (или менее), корпус должен подниматься и опускаться в вертикальном положении, без наклона туловища вперёд. Значительно более сложные упражнения — отжимания на брусьях в горизонте (при выполнении необходимо контролировать положение корпуса строго в горизонтальном положении), и в стойке на руках (при выполнении стараться держать тело прямым, без завалов вперёд или назад, руки перпендикулярны земле)
- Передний вис — также может выполняться как статическое упражнение, с задержкой корпуса тела в горизонтальном положении относительно земли на время, при удержании руками за перекладину турника (перекладина спереди от спортсмена); или как упражнение на повторение с поднятиями корпуса до горизонта. Может быть усложнён исполнением, удерживаясь только одной рукой за перекладину, удерживаясь на пальцах, совершая боковые повороты в висе.

Существуют также дополнительные упражнения для укрепления отдельных мышц. Для развития пресса, например, используются упражнения на повторения с опусканием и подниманием ног (в некоторых случаях совершая скручивания), или подниманием и опусканием корпуса (само тело при этом удерживается с помощью ног, например, за брусья).
В большинстве упражнений используется в качестве нагрузки только вес спортсмена (калистеника), однако в некоторых случаях применяются различные утяжелители (в качестве утяжелителя также может выступать партнёр).

## Упражнения с партнёром
Упражнения с партнёром могут вовлекать от двух и более участников, помогающих друг другу в выполнении упражнения.
Пример 1:
Один человек выполняет упражнение, а другой добавляет сопротивление. Например, держится придерживает или висит на спине приседающего партнёра. Такое упражнение можно использовать не только для тренировочных целей, но и для развития силы. Подпрыгивая с партнёром на спине во время выполнения подъёма из приседания.
Пример 2:
Некоторые упражнения могут включать использование снаряжения. Например, партнёры берут верёвку за разные концы и тянут её в разные стороны. Один из партнёров намеренно оказывает меньшее сопротивление, что добавляет сопротивление упражнению, в то же время позволяя другому перемещаться.
Недостаток таких упражнений заключается в том, что трудно измерить оказываемое сопротивление, по сравнению со свободными весами или машинами.
Преимущества, которые имеют такие упражнения, заключаются в том, что они допускают добавление относительно высоких уровней сопротивления в дополнение к оборудованию или спортивным снарядам.
Исходя из этого, упражнения с партнёром можно выполнять как на спортивной площадке, так и в тренажёрном зале.

## Спортивные площадки для уличной гимнастики

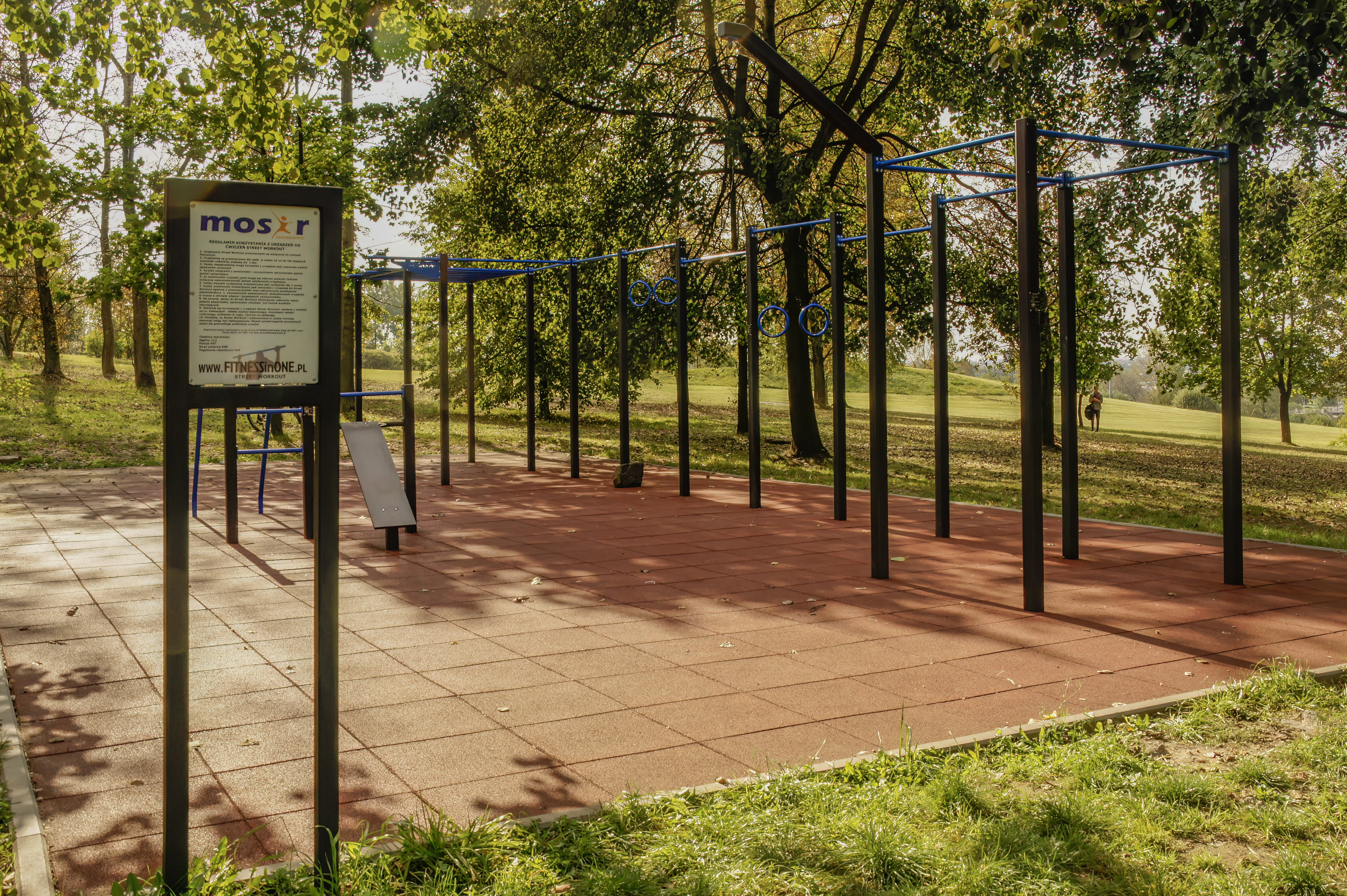
Площадка для уличной гимнастики в Польше

Стандартные элементы, которыми обычно оборудованы площадки для тренировок на улице, это:
- рукоходы (круговой, криволинейный, кольцевой);
- турники (классические, высокие, низкие, каскады);
- горизонтальная лестница;
- шведская стенка;
- брусья (узкие, широкие);
- лавки для тренировки мышц пресса.